# Gwardia Olsztyn
Gwardia Olsztyn – polski wielosekcyjny klub sportowy z siedzibą w Olsztynie. W jego skład wchodzą takie sekcje, jak judo, strzelectwo czy lekkoatletyka, niegdyś również piłka nożna (sekcja piłkarska zlikwidowana w 1981 roku).

## Sekcja judo
Założona w 1963 roku, obecnie najliczniejsza sekcja w klubie. Jej zawodnicy kilkakrotnie stawali na podium Mistrzostw Polski seniorów oraz wielokrotnie w niższych kategoriach wiekowych. Uczestniczyli także w imprezach rangi międzynarodowej takich jak Mistrzostwa Europy.

## Sekcja piłki nożnej
Zlikwidowana w 1981 roku. Najwyższa klasa rozgrywkowa, w której klub występował to III liga. Kilkukrotnie grał w barażach o awans do II ligi, ale nigdy jego nie wywalczył. Ponadto klub w sezonie 1971/72 doszedł do 1/16 finału Pucharu Polski.

### Występy w III lidze
| Sezon   | Liga                      | Pozycja | Punkty | Bramki |
| ------- | ------------------------- | ------- | ------ | ------ |
| 1953    | grupa III (Warszawa)      | 7       | 15     | 42:53  |
| 1966/67 | grupa III (Warszawa)      | 16      | 7      | 25:74  |
| 1968/69 | grupa III (Warszawa)      | 15      | 10     | 21:83  |
| 1971/72 | grupa III (Warszawa)      | 13      | 20     | 23:42  |
| 1974/75 | baraże o awans do II ligi | 4       | 1      | 5:16   |